# Cordillera Volcánica (Perú)
La cordillera Volcánica es una cadena de montañas volcánicas, al sur del Perú que se extiende unos 80 km en dirección noroeste-sureste por el territorio de los departamentos de Arequipa y Moquegua. Forma parte del arco volcánico del Perú y presenta una superficie de 15 km² de glaciares. Su mayor elevación se alcanza en el volcán Chachani, con 6.057 m de altitud. Al centro de este sistema volcánico se encuentra la Laguna de Salinas, de 13 km de longitud, que constituye un original criadero de aves zancudas como las parihuanas y los flamencos. 

## Ubicación geográfica
Esta cordillera se alza en las inmediaciones de la ciudad de Arequipa y está comprendido entre los 16° 07′ y 16° 36′ de latitud sur, y los 71° 34′ y 70° 51′ de latitud oeste del meridiano de Greenwich, atravesando los departamentos de Arequipa (Provincia de Arequipa) y Moquegua (Provincia de General Sánchez Cerro), entre los volcanes de Nocarane y Huaynaputina.

## Geomorfología

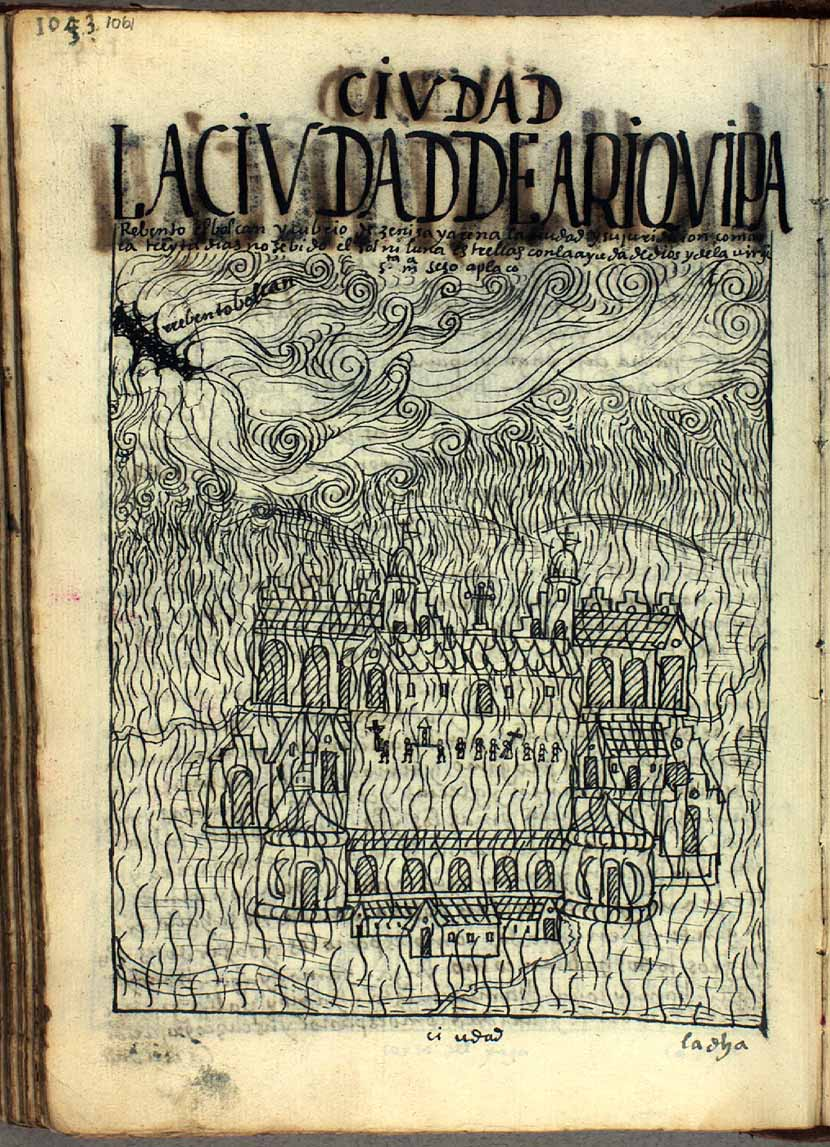
La ciudad de Arequipa bajo la lluvia de cenizas (1600).

La Cordillera Volcánica se observa cortada por una serie de valles y quebradas entre los que figura principalmente el del Chili, el mismo que se presenta encañonado en gran parte de sus recorrido. Esta cordillera ha sido modificada por la glaciación pleistocénica, a excepción el Misti que por ser uno de los volcanes más recientes del área, mantiene su forma cónica muy bien conservada. Como consecuencia de esta glaciación se observan circos glaciares, valles en forma de U, superficies estriadas, crestas dentadas, valles colgados; e igualmente, acumulaciones glaciáricas que ocupan las partes bajas y septentrionales de estas montañas.

## Clima y vegetación
El clima reinante en la cordillera varía de templado a frío y seco, intensificándose durante las noches debido a los fuertes vientos; pero, a pesar de todo, los días suelen ser soleados durante la temporada seca (mayo-noviembre). La temperatura media anual se acerca a los 0 °C, siendo entre junio el mes más frío y con persistentes nevadas. La estación lluviosa se presenta en los meses de diciembre a marzo. La vegetación está representada por el Tola, así como el ichu, los musgos y líquenes. 
Los valles crean una geografía de microclimas diversos, aptos para la agricultura; los cultivos típicos de la región incluyen variadas especies de patatas, maíz, cebollas, y otros productos alimenticios que se complementan con la cría de camélidos (llamas y vicuñas) y ovinos.

## Ascensiones históricas
Entre las más interesantes ascensiones en esta cordillera se encuentra la de los volcanes Misti y Ubinas, cuyo primer vencedor fue el vulcanólogo italiano residente en Arequipa Alberto Parodi Isolabella, el año 1955. Otro explorador italiano residente en el Perú, Franco Zadra, acompaña a Parodi y ambos escalan el Chachani y el Misti en diferentes ocasiones. En 1963 llegaron a esta cordillera, para hacer estudios vulcanológicos miembros de la Academia de Exploración Geográfica de Guatemala, quienes subieron al Pichu Pichu y el Misti, estudiando, en este último, las fumarolas que salen del cráter y que les demostraron que aún había actividad en el domo de este volcán.

## Cumbres más altas
Formada por numerosos volcanes, la cordillera Volcánica alcanza su mayor altitud en el volcán Chachani, con 6.057 metros. 
| Nombre         | Altitud (m s. n. m.) | Coordenadas                                  |
| -------------- | -------------------- | -------------------------------------------- |
| Chachani       | 6.057                | 16°11′41″S 71°31′54″O / -16.19472, -71.53167 |
| Misti          | 5.822                | 16°17′47″S 71°24′38″O / -16.29639, -71.41056 |
| Nocarane       | 5.784                | 16°07′51″S 71°32′18″O / -16.13083, -71.53833 |
| Ubinas         | 5.672                | 16°21′04″S 70°54′07″O / -16.35111, -70.90194 |
| Pichu Pichu    | 5.664                | 16°26′48″S 71°14′22″O / -16.44667, -71.23944 |
| Crestón Grande | 5.510                | 16°29′06″S 71°14′50″O / -16.48500, -71.24722 |
| La Horqueta    | 5.484                | 16°11′58″S 71°34′12″O / -16.19944, -71.57000 |
| Tacume         | 5.450                | 16°28′28″S 71°08′34″O / -16.47444, -71.14278 |
| Condori        | 5.286                | 16°12′54″S 71°08′53″O / -16.21500, -71.14806 |
| Quelcata       | 5.200                | 16°30′02″S 71°00′47″O / -16.50056, -71.01306 |